# Arnold Schultze (Geograph, 1875)

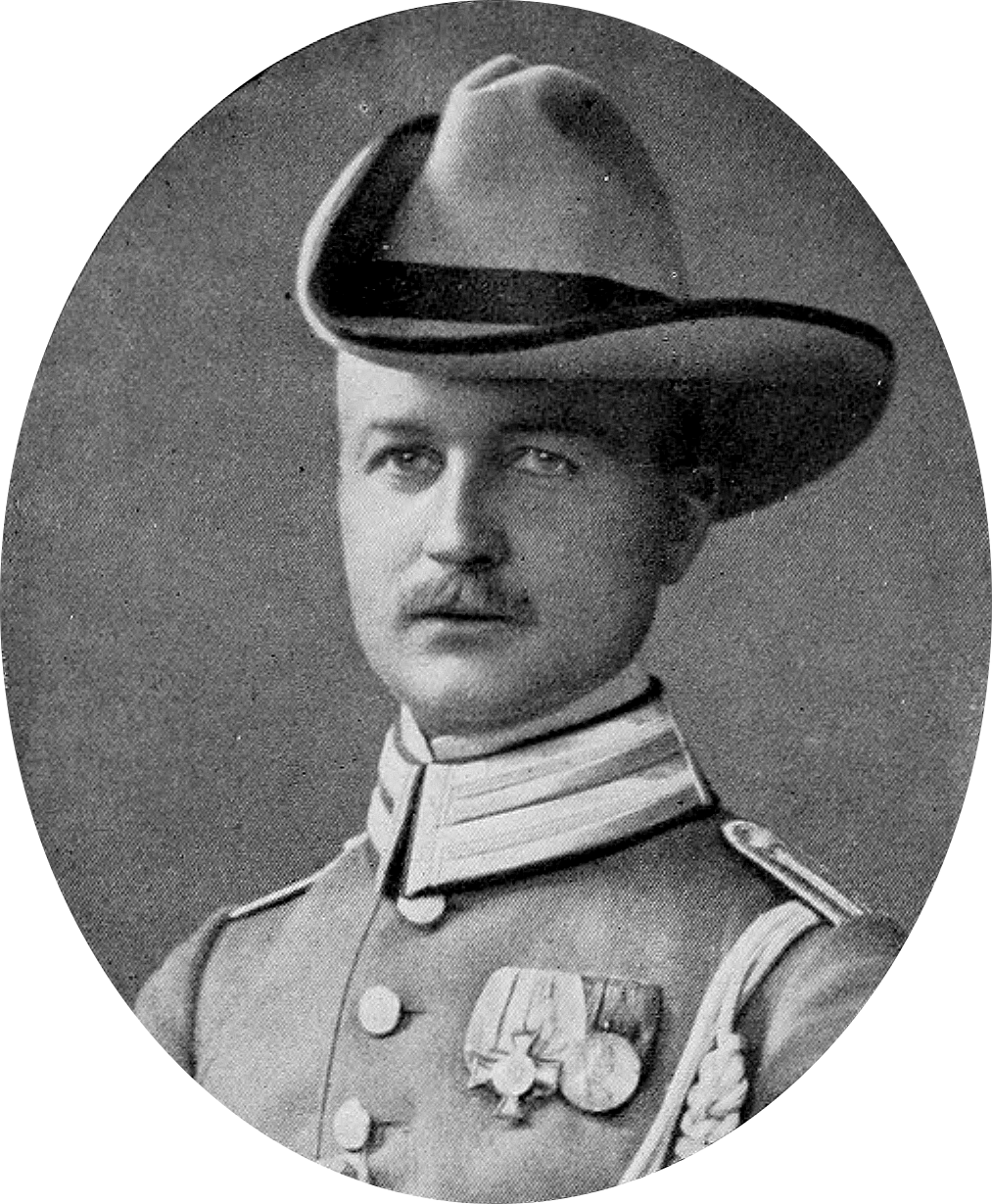
Arnold Schultze

Arnold Schultze, ab 1934 Arnold Schultze-Rhonhof (* 24. März 1875 in Köln; † 22. August 1948 auf Madeira) war ein deutscher Offizier, Geograph und Entomologe.

## Militärdienst
Schultze schlug als Sohn eines preußischen Offiziers nach dem Besuch des Gymnasiums in Mainz, Koblenz und Detmold 1895 ebenfalls die militärische Laufbahn ein, wurde Fahnenjunker in Feldartillerie-Regiment General-Feldzeugmeister (1. Brandenburgisches) Nr. 3 in Brandenburg an der Havel und 1896 Leutnant. 1902 wurde er à la suite gestellt und zur Dienstleistung beim Auswärtigen Amt kommandiert. 1903/04 nahm er an der Vermarkung des Grenzverlaufs zwischen Kamerun und Nord-Nigeria (Yola-Tschadsee-Grenzexpedition), unter Leitung von Hans Glauning, teil. Zum 1. Oktober 1904 wurde er von diesem Kommando entbunden und dem Eisenbahn-Regiment zugeteilt. Im April 1905 schied er aus dem Heer aus und trat in die kaiserliche Schutztruppe für Kamerun ein. Unter dem 13. September 1906 wurde er zum Oberleutnant befördert und im November des Jahres schied er aus gesundheitlichen Gründen ganz aus dem aktiven Militärdienst aus.

## Wissenschaftliche Arbeiten
Noch während seiner Tätigkeit als Hilfsarbeiter in der Kolonialabteilung des Auswärtigen Amtes (1902/03) hörte Schultze Vorlesungen in Astronomie und Botanik an der Georg-August-Universität Göttingen. Vor und nach seiner Verwendung bei der Grenzexpedition in Kamerun studierte er am Seminar für Orientalische Sprachen der Friedrich-Wilhelms-Universität Berlin. Nach seinem Abschied aus der Armee nahm er das Studium der Geographie, Natur- und Staatswissenschaften in Bonn auf. 1910 promovierte er mit einer Arbeit über das Reich Bornu am Tschadsee zum Dr. phil. 1910/11 nahm er als Geograph an der Zentralafrika-Expedition von Herzog Adolf Friedrich zu Mecklenburg teil und veröffentlichte den geographischen Teil der wissenschaftlichen Ergebnisse der Expedition.
Nach dem Ersten Weltkrieg forschte er auf Reisen nach Zentralafrika und Südamerika weiter über Schmetterlinge. Von 1920 bis 1928 arbeitete er in Kolumbien (vor allem Bogota und Santa Marta) als Geologe und Geograph für die dortige Regierung. Nebenbei sammelte er – unterstützt von seiner Frau Anny – Insekten, Pflanzen und Minerale. 1928–1929 reiste er im Auftrag der „African Silk Cooperation“ nach Französisch Zentralafrika.
Vor seiner Reise Ende 1934 nach Ecuador, heiratete er zum zweite Mal (Hertha) und adoptierte die Kinder seiner Schwester.
Ab da führte er den Namen Schultze-Rhonhof. Der Aufenthalt in Ecuador dauerte viereinhalb Jahre nach. Auch hier wurde er beim Sammeln von naturkundlichen Objekten, vor allem Schmetterlingen, von seiner Frau unterstützt, die aber auch als Sammlerin von Pflanzen tätig war. Auf der Rückfahrt wurde sein Schiff am 5. September 1939 infolge des gerade eingetretenen Zweiten Weltkrieges südwestlich der Kanaren von dem britischen Kreuzer Neptune aufgebracht und versenkt. Dabei gingen Schultzes Sammlungen aus Ecuador verloren. Lediglich ein Koffer mit ca. 18.000 Schmetterlingen, den er in Kolumbien per Post aufgegeben hatte, gelangte an das Naturkundemuseum in Berlin, wurde dort aber erst 2006 wiederentdeckt und erstmals ausgewertet.
Schultze und seine Frau Hertha wurden in Dakar an die französischen Behörden übergeben und einige Wochen lang in Sébikotane interniert. Aufgrund seines Gesundheitszustandes und fortgeschrittenen Alters von 64 Jahren wurde das Ehepaar Schultze am 21. September 1939 entlassen und gelangte mit einem portugiesischen Schiff nach Madeira, wo er 1948 verstarb.

## Ehrungen
Nach ihm ist die Pflanzengattung Arnoldoschultzea Mildbr. 1922 aus der Familie der Sapotengewächse (Sapotaceae) benannt worden.

## Werke
- Das Sultanat Bornu mit besonderer Berücksichtigung Deutsch-Bornus, Diss., Essen 1910 (Digitalisat)
  - Reprint in englischer Sprache: The Sultanate of Bornu. Frank Cass, London 1968
- Die afrikanischen Seidenspinner und ihre wirtschaftliche Bedeutung, in: Zeitschrift für Angewandte Entomologie, Volume 1, Issue 1, pages 223–231, April 1914, Abstract.
- Die Charaxiden und Apaturiden der Kolonie Kamerun. Eine zoogeographische und biologische Studie / von Arnold Schultze Mit Tafel IX-XIV, 1 Karte und 2 Textfiguren. Berlin, Gesellschaft Naturforschender Freunde zu Berlin, 1916?  p. 99.
- 1920: Lepidoptera. 11. Teil. Ergebnisse. der Zweiten Deutschen Zentral Afrika Expedition. 2910-11. Vol. 1, Part 14, pp. 639–837
- Die wichtigsten Seidenspinner Afrikas, unter besonderer Berücksichtigung der Gesellschaftsspinner nach dem heutigen Stand der Wissenschaft. Radetzki, Berlin um 1920
- 1929: Die ersten Stände von drei kolumbianischen hochandinen Satyriden. In: Deutsche Entomologische Zeitschrift Iris, 43: 157–165, tfl. 3
- 1931: Die ersten Stände von zwei Heteroceren aus Aequatorial Afrika. Dt. ent. Z. Iris., 45: 140–143.

## Verschiedenes
Urs Willmann zitierte in der deutschen Wochenzeitung Die Zeit Arnold Schultze mit der Bemerkung: „Der Tango macht den Gaucho heiß, wie jedes Rind der Pampa weiß“. Das Zitat ist jedoch eine Zeitungsente und entstammt dem jährlichen Wettbewerb des satirischen Wahrheitklubs der Berliner Tageszeitung taz.